# Anton Berger (Märtyrer)
Anton Berger (* 13. Januar 1884 in Kunbaja, Komitat Bács-Kiskun, Klein-Kumanien, Batschka, Österreich-Ungarn; † November 1944 Subotica, Jugoslawien) war ein banatschwäbischer römisch-katholischer Geistlicher und Märtyrer.

## Leben
Anton Berger wurde westlich Subotica geboren und besuchte Gymnasien in Subotica und  Kollotschau. Er studierte Theologie in Kollotschau, Bischofsstadt des  Erzbistums Kalocsa-Kecskemét, und wurde dort am 26. Juni 1909 zum Priester geweiht. Die Stationen seines Wirkens waren: Bereg (nordwestlich Sombor), Gara (zwischen Sombor und Baja), Subotica (St. Rochus und St. Georg), Militärkurat im Ersten Weltkrieg, ab 1917 Pfarrer in Tavankut, in unmittelbarer Nähe seines Geburtsortes, wo er das Bunjewakische erlernte. Im November 1944 wurde er von Partisanen nach Subotica vertrieben und dort getötet.

## Gedenken
Die katholische Kirche hat Anton Berger als Glaubenszeugen in das deutsche Martyrologium des 20. Jahrhunderts aufgenommen.